# Talahon
Talahon (von Arabisch تعال الى هنا, DMG taʿāl ʾilā hunā, umgangssprachlich-dialektal: تعال لهـون, DMG taʿāl lahōn, „Komm mal her!“) ist ein Schlagwort zur Bezeichnung von Personen mit stereotypen Merkmalen oder Verhaltensweisen junger Männer mit arabischem Migrationshintergrund. Der Begriff hat seinen Ursprung in Videos in Sozialen Medien und wird sowohl als Selbstbezeichnung als auch als Zuschreibung durch Außenstehende verwendet. Von diesen wird vor allem aggressives und frauenfeindliches Auftreten mancher als Talahon bezeichneten Personen kritisiert.

## Wortgeschichte
Der Begriff „Talahon“ lässt sich auf einen arabischsprachigen Satz mit der Bedeutung „Komm mal her!“ zurückführen. Die Verwendung im deutschen Sprachraum geht auf einen von dem kurdisch-syrischsstämmigen Rapper Hassan aus Hagen begründeten TikTok-Trend zurück, der nach dessen Auffassung als darstellende Kunst aufzufassen ist. Hassan veröffentlichte im Jahr 2022 den Song Ta3al Lahon, im Februar 2024 folgte eine Fortsetzung. 
Eine Verszeile ging kurz darauf im Internet viral: „Tala’ hon, ich geb dir ein’ Stich, ich bin der Patron.“ Im dazugehörigen Video posiert der Rapper mit anderen vermummten Darstellern mit Waffen und Joints zwischen Plattenbauten. Dabei wird vor allem ein Spiel mit Klischees aus der Gangster-Rap-Szene deutlich. Auf dieser Grundlage inszenierten sich in der folgenden Zeit viele arabischstämmige Jugendliche unter einem Talahon-Hashtag auf TikTok.
Im August 2024 schaffte es ein von dem Musikproduzenten Butterbro veröffentlichter KI-generierter Song mit dem Titel Verknallt in einen Talahon in die deutschen Musikcharts. Bei der Wahl des Jugendworts des Jahres 2024 in Deutschland belegte „Talahon“ den zweiten Platz. In Österreich belegte es den zweiten Platz bei der Wahl des Unworts des Jahres 2024.

## Unter dem BegriffTalahonvermitteltes Selbstbild
Identitätsstiftend kann die Zugehörigkeit zu einer männlichen Peergroup sein, die sich in der Öffentlichkeit zeigt und sich ironisch als Gangster inszeniert. Zum Selbstbild gehören auch Produkte von Louis Vuitton, raumgreifendes Auftreten mit Schattenboxen oder Liegestütze, gefälschte Balenciaga-Accessoires, Parfüm und das Tragen von Bauchtaschen und Baseballcaps der Marke Gucci, Röhrenjeans, fein ausrasierte Seitenscheitel und dicke Silberketten.

## Kritik am Talahon-Image und rassistische Zuschreibung
Kritisiert werden von Außenstehenden vor allem aggressives, machistisches, auch frauenfeindliches Auftreten, das in der Selbstdarstellung der Talahons zutage tritt. Deutlich wird hierbei allerdings, dass von einigen Medien über die Reduktion des Talahon-Phänomens auf diese Stereotype ein negatives Bild von Menschen mit Migrationsgeschichte konstruiert wird. Die Boulevardzeitung Bild bezeichnete die Selbstinszenierung junger Männer als Talahons als „widerlichen TikTok-Trend“ und schrieb: „Sie sind 14 bis 25 Jahre alt, meistens Migranten, oft mit deutschen Pässen – und sie haben ein Weltbild aus dem Mittelalter. Sie sind die ,Talahons‘! Frauenfeindlich, sexistisch, patriarchisch und gewaltverherrlichend.“ 
So kann aus einzelnen Zitaten selbsternannter Talahons, die etwa behaupten, ihre Traumfrau gehöre an den Herd, ein gesellschaftliche Realitäten verzerrendes Schreckensszenario migrantisch geprägter Lebenswelten gezeichnet werden. Rechtsextremen dient der Begriff als Projektionsfläche des Feindbildes junger muslimischer Männer. Er wird von ihnen gezielt eingesetzt, um diese rassistisch herabzuwürdigen.